# Fingers Crossed (Architecture in Helsinki)
Fingers Crossed è il primo album discografico del gruppo musicale indie pop australiano Architecture in Helsinki, pubblicato nel febbraio 2003.

## Tracce
1. One Heavy February – 0:59
2. Souvenirs – 2:26
3. Imaginary Ordinary – 2:17
4. Scissor Paper Rock – 2:30
5. To and Fro – 2:33
6. Spring 2008 – 2:52
7. The Owls Go – 3:35
8. Fumble – 3:07
9. Kindling – 1:49
10. It's Almost a Trap – 2:22
11. Like a Call – 3:06
12. Where You've Been Hiding – 2:41
13. City Calm Down – 2:50
14. Vanishing – 4:13